# 리즈 카네기
리즈 카네기 럭비 유니온 풋볼 클럽(Leeds Carnegie Rugby Union Football Club)은 1991년 창단한 잉글랜드 웨스트 요크셔 리즈의 프로 럭비 유니온 팀이다. RFU 챔피언십에 참가하고 있으며 홈구장은 22,250명을 수용하는 헤딩리 카네기 스타디움이다.